# L'Amour suprême
L'Amour suprême d'Auguste de Villiers de l'Isle-Adam est un recueil de nouvelles publiées dans divers journaux et réunies pour la première fois sous ce titre en 1886.

## Le recueil
« L'Amour suprême, orné des illustrations de Gorguet, est un recueil de nouvelles, parues pour la plupart au Figaro, quelques-unes à La Liberté et au Gil Blas, où elles firent sensation. L'auteur a simplement baptisé ce recueil du titre de la première de ces nouvelles, d'après l'usage actuel. Il est incontestable que depuis Les Contes cruels, la presse française et étrangère a prodigué à M. de Villiers de L'Isle-Adam les épithètes de « styliste sans pair » et d'écrivain de génie, et l'a présenté, enfin, en une manière d'orfèvre en pensées insolites, troublantes et parfois, même, terrifiantes. On ne saurait nier que dans la presque totalité des revues et journaux de la jeune école française, il soit acclamé non seulement comme un maître, mais comme un chef. »

« Prière d'insérer » d'Auguste de Villiers de L'Isle-Adam.

## Les nouvelles
- L'Amour suprême
- Sagacité d'Aspasie
- Le Secret de l'échafaud
- L'Instant de Dieu
- Une profession nouvelle
- L'Agence du Chandelier d'or
- La Légende de l'éléphant blanc
- Catalina
- Les Expériences du docteur Crookes
- Le Droit du passé
- Le Tzar et les Grands-ducs
- L'Aventure de Tsë-i-la
- Akëdysséril